# Rostam

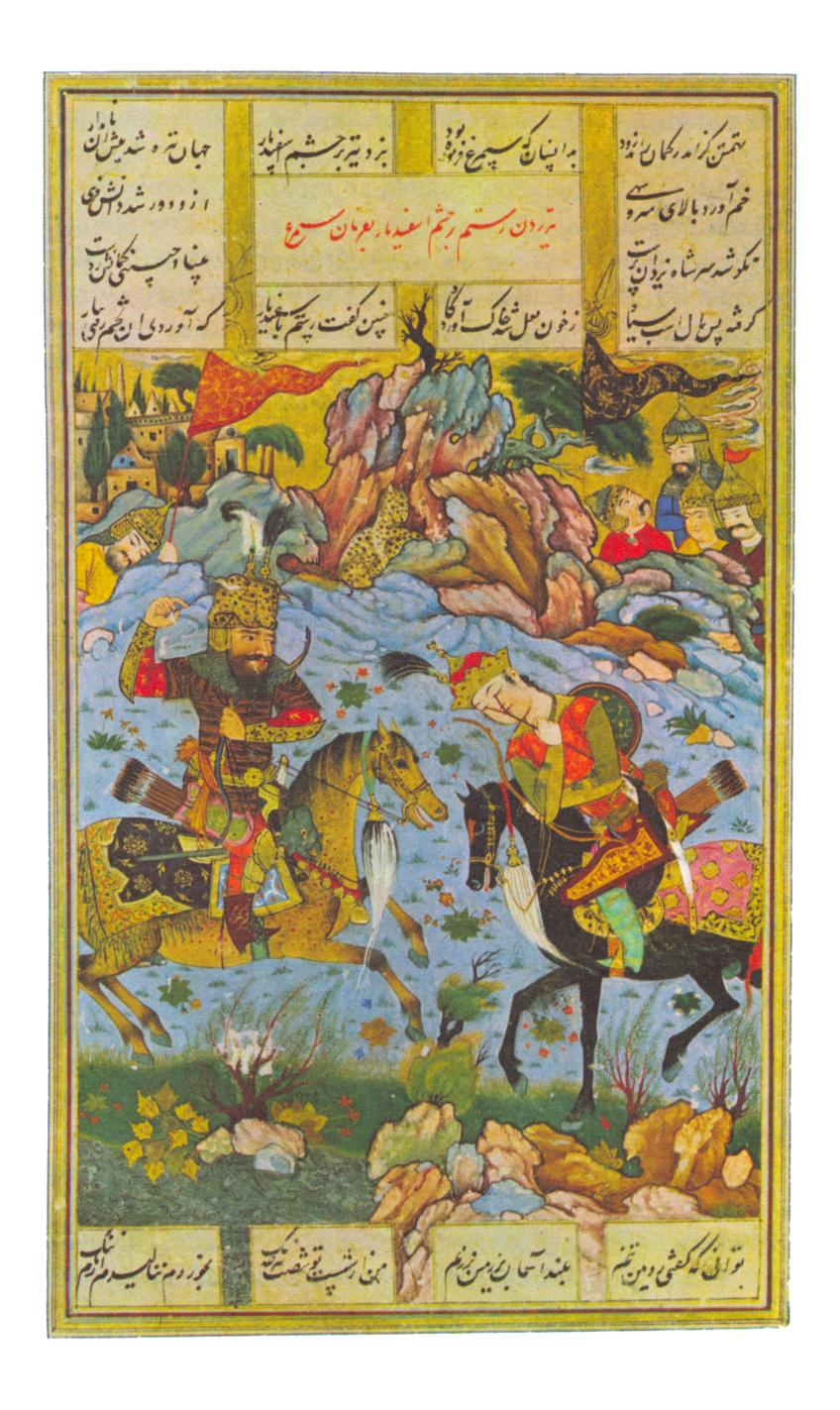
Escena del Shahnameh: Rostam mata a Esfandiyar.

Rostám (persa: رستم, Rostæm) es un héroe mítico de la antigua Persia, hijo de Zal y Rudaba. De alguna manera, la posición de Rostám en la tradición histórica es curiosamente paralela a la de Surena, el héroe de la batalla de Carras. A su figura se le atribuyeron muchos rasgos de la personalidad histórica de Rostám. Este siempre fue representado como el héroe iraní más poderoso, y la atmósfera de los episodios que protagoniza están fuertemente relacionados con el periodo arsácida. Fue inmortalizado por el poeta Ferdousí de Tus del siglo X en el Shahnameh o Épica de los Reyes, que contiene la historia y folclore persa preislámico.

## Argumento

El simurg llega para asistir en el nacimiento de Rostam.

En el Shahnameh de Ferdousí, Rostám es el gran héroe de la epopeya al estar involucrado en numerosas historias, siendo éstas algunas de las más populares, y tal vez entre las mejor elaboradas, de la obra.
De acuerdo a la mitología persa, el parto de Rudaba, madre de Rostám, se prolongó debido al tamaño extraordinario de su bebé. Zal, su esposo, estaba seguro de que su mujer moriría en el parto. Rudaba se encontraba al borde de la muerte cuando Zal decidió mandar a llamar al Simurgh, el cual apareció y le instruyó cómo realizar una cesárea para así salvar a Rudaba y a su hijo.
Siendo aún niño, Rostám mata al elefante blanco del rey Manuchehr con sólo un golpe de la maza de su abuelo Sam, hijo de Narimán. Después doma a Rajsh, su corcel legendario.
La historia más famosa y popular de Rostám en el Shahnameh es aquella en la cual mata a su propio hijo Sohrab. Ambos combaten sin saber su identidad, y tras haber herido a su hijo sostienen una conversación final en la cual ambos se dan cuenta de que eran padre e hijo.